# 苏锦章
苏锦章（1916年12月—2008年3月2日），男，直隶（今河北）定县人，中华人民共和国军事人物，中国人民解放军开国少将，曾任陕西省军区副司令员。

## 人物生平
1932年加入中国共产主义青年团，1936年转入中国共产党。
1938年参加八路军，历任冀中军区暨八路军第三纵队第八支队二十三大队参谋，第二十二团营长，冀中第七军分区司令部队训股股长，军分区参谋长。
解放战争时期，任冀中独立八旅参谋长，晋察冀野战军第二纵队第六旅参谋长，第二纵队随营学校副校长，第七纵队二十旅参谋长，冀中军区司令部参谋处处长。华北独立第二〇六师参谋长。
中华人民共和国成立后，任河北省军区司令部副参谋长，中国人民解放军第六十六军副参谋长、第六十五军副军长，北京军区司令部作战部部长，1963年7月任第二十一军副军长。1967年3月3日，由陕西省军区和驻陕部队共同组成“西安地区驻军支援左派统一指挥部”。1967年3月9日，经兰州军区党委批复，将其改称“西安驻军支援无产阶级革命派统一指挥部”(简称“省支左委员会”)，增加王明坤（陕西省军区副司令员）、徐立树（陕西省军区副司令员）、苏锦章、刘江亭（二十一军副军长）、白辛夫（总后勤部驻西安办事处主任）为指挥部成员。1967年3月12日，由第二十一军派出57名干部和一个连队，分别进驻陕西省委办公厅、西安市委办公厅、工交政治部及省、市工业局等21个部门，抓革命、促生产,并由8133部队副部队长苏锦章、参谋长马友里、总后西安办事处副政委阎子庆、西安军分区司令员刘文华等和原中共陕西省委书记处书记肖纯、陕西省副省长惠世恭、中共西安市委书记（当时设第一书记）薛焰、颜志敏及3名副市长分别建立了省、市工业领导小组。1967年5月23日，支左统一指挥部决定成立“陕西省抓革命促生产第一线指挥部”，下设四个办公室：农林办公室由冯超华负责，财贸办公室由阎子庆负责，工交办公室由苏锦章负责，文卫办公室由武靖负责。1967年7月到1978年任陕西省军区副司令员。1968年5月1日陕西省革命委员会成立。1968年5月13日省革委会发出《关于公布省革委会各组负责人的通知》宣布：办事组组长袁立荣，副组长吴沙浪、张虎；政工组组长周茂芹，副组长李斌、常青、孙喜岱、周化民；政法组组长黄传龙；生产组组长苏锦章，副组长刘国声、鱼得江、阎子庆、李学廉、刘子隆。1969年7月8日省革委会和省军区党委决定成立“陕西省革委会、陕西省军区国防工业领导小组”，组长苏锦章，副组长密德平、徐春阳，领导小组下设国防工业办公室，负责处理日常工作。1970年4月至1971年4月兼任陕西省国防工业办公室主任。
1955年9月被授予大校军衔，获二级独立自由勋章、二级解放勋章。1964年晋升为少将军衔。1988年7月获一级红星功勋荣誉章。
离休后在西安政治学院干休所休养。在西安逝世。